# Blagovica
Blagovica (deutsch: Glogowitz, auch Glogwitz) ist ein Dorf in der Gemeinde Lukovica in Slowenien. Es liegt in einer Seehöhe von 413 m über NN im Schwarztal zwischen den Flüssen Radomlja und Zlatenščica, zählte im Jahr 2021 102 Einwohner und repräsentiert seit Jahrhunderten das natürliche Zentrum der Umgebung.
Das Dorf gehört zur Pfarrgemeinde Blagovica.